# Hyposmocoma diffusa
Hyposmocoma diffusa là một loài bướm đêm thuộc họ Cosmopterigidae. Nó là loài đặc hữu của Kauai và Maui. The type locality is Olinda, nơi nó được tim thấy ở độ cao 4,000 feet.